# Route nationale 45 (Madagascar)
Pour les articles homonymes, voir Route nationale 45.
La route nationale 45 (N 45) est une route nationale s'étendant de Alakamisy Ambohimaha jusqu'à Vohiparara à Madagascar .

## Description
La route nationale 45 parcourt 23 kilomètres dans la région de Haute Matsiatra de l'est de Madagascar.
Elle part de la N 7 à Alakamisy Ambohimaha, à environ 25 km au nord de Fianarantsoa, puis elle se dirige vers le nord-est, traverse Ambatovaky et se termine à Vohiparara en rencontrant la N 25.
En chemin, la N 45 traverse le parc national de Ranomafana.
Le village le plus grand est Ambatovaky qui est connu pour sa ferronnerie. On peut visiter l'école du village aussi.

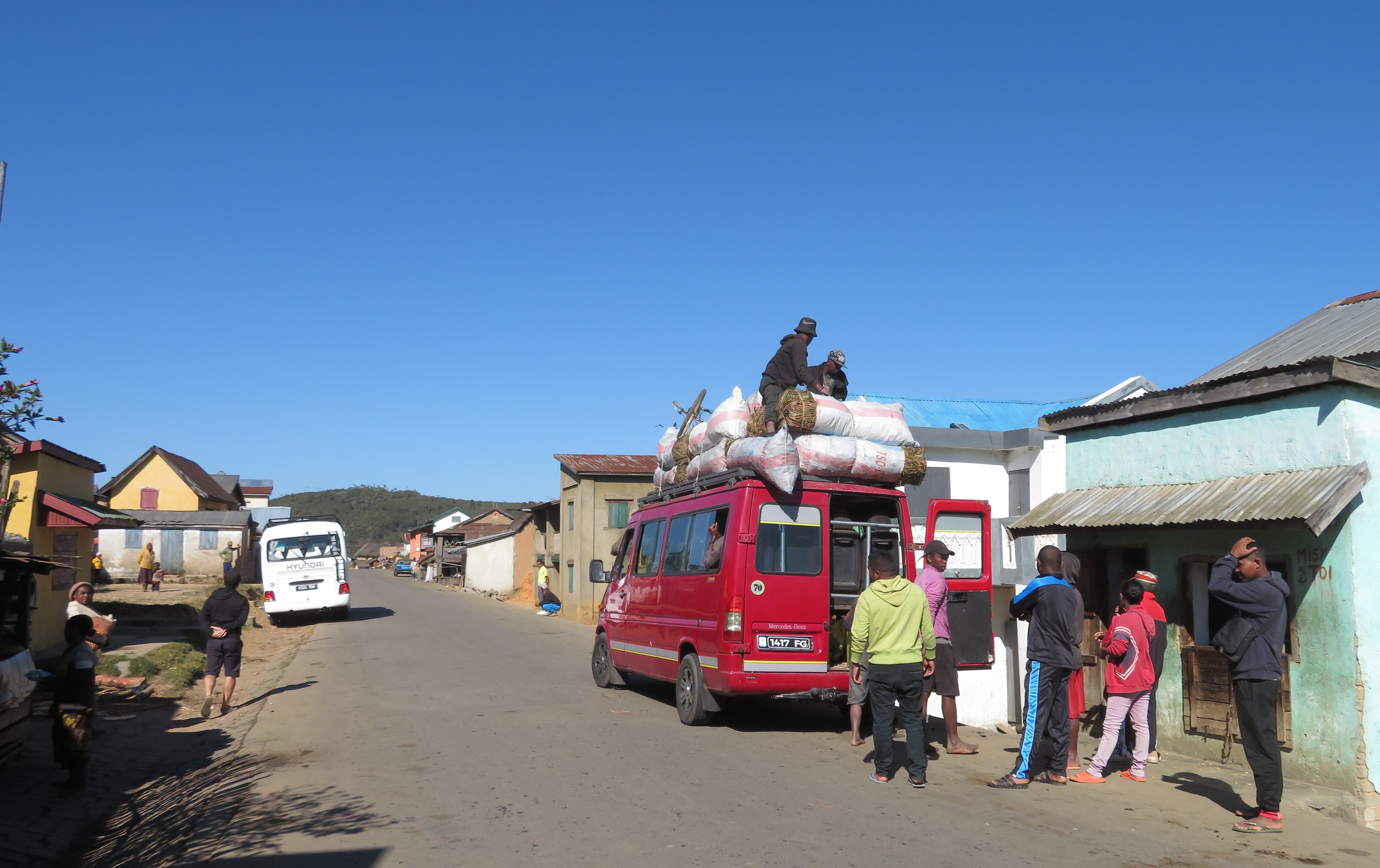
Route nationale 45 à Ambatovaky

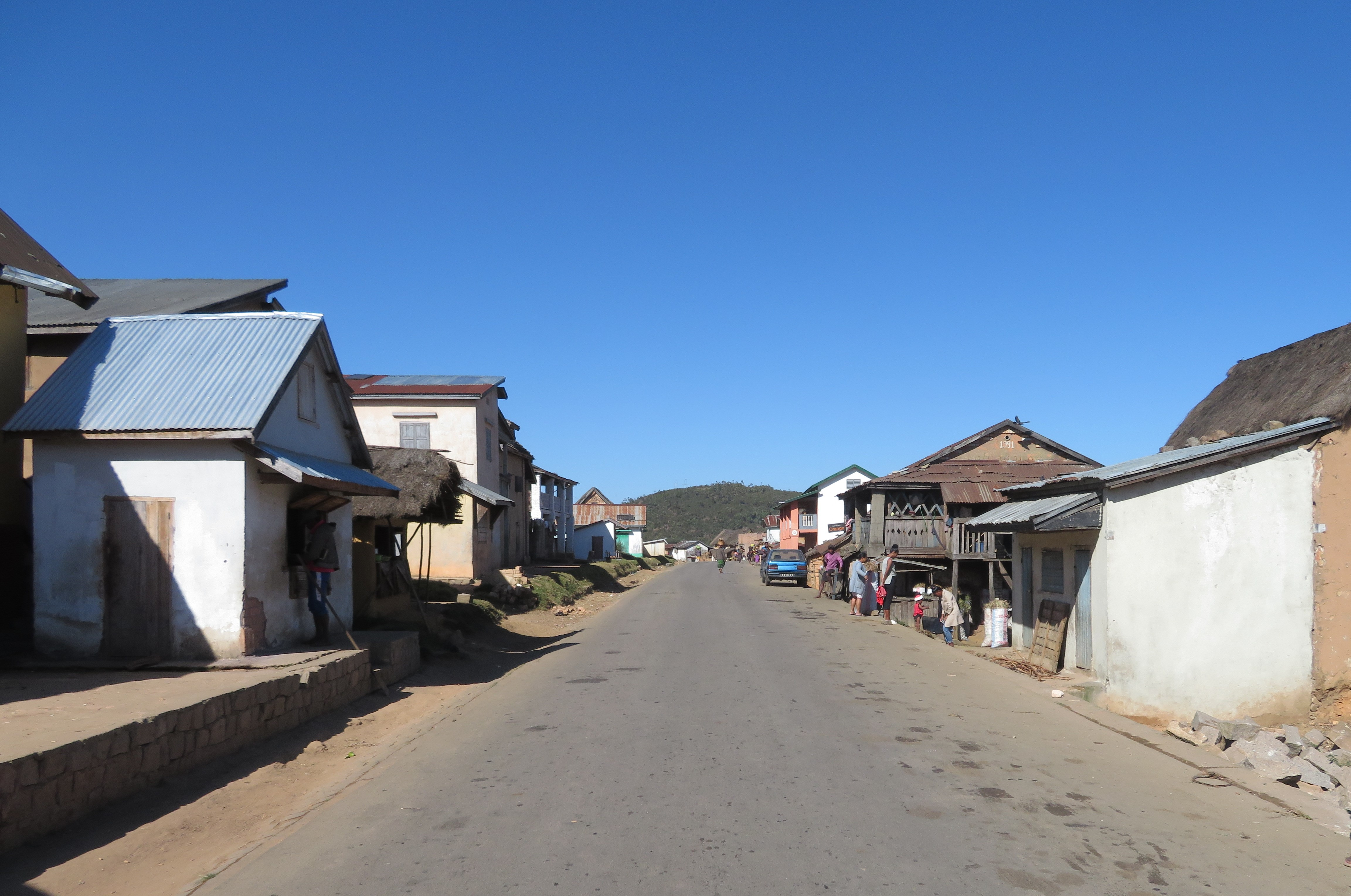
Grand Rue à Ambatovaky

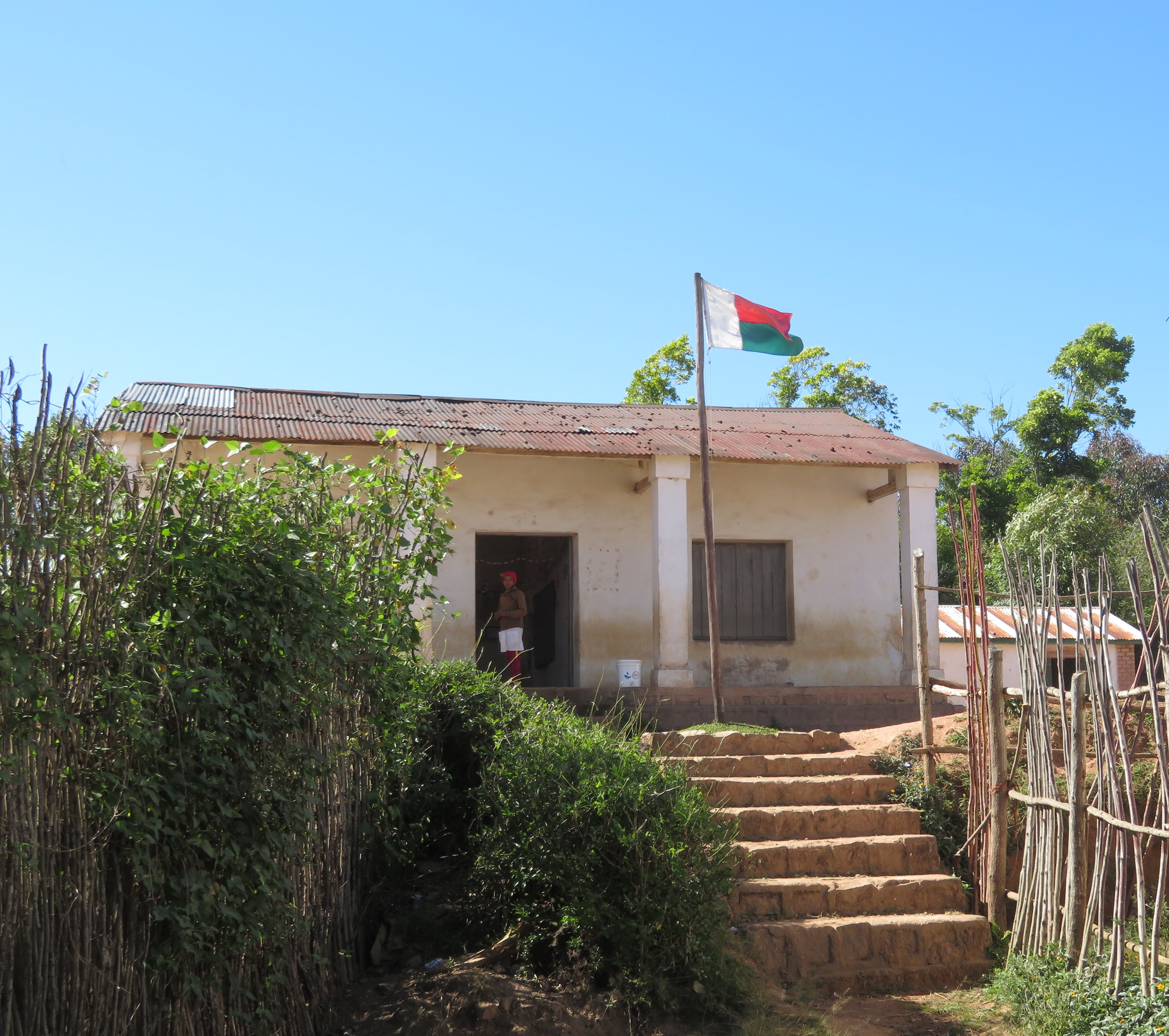
L'école à Ambatovaky

## Parcours
- Alakamisy Ambohimaha, croisement de la N 7
- Takobata
- Ambodiamontana
- Ambatovaky
- Sahavondronina
- Vohiparara